# Jacques Villeneuve
Jacques Joseph Charles Villeneuve (Saint-Jean-sur-Richelieu, Quebec, Kanada, 9. travnja 1971.), kanadski sportski automobilist. 
Pobjednik 500 milja Indianapolisa i Cart-Champcar prvenstva 1995. godine. Godine 1997. je bio svjetski prvak u Formuli 1 s Williams Renaultom.